# Collex-Bossy
Pour les articles homonymes, voir Bossy.
Collex-Bossy est une commune suisse du canton de Genève.

## Géographie

### Situation
La commune compte plus de 400 hectares de terres agricoles produisant des céréales, du vin, des fruits ou qui sont laissées en prairie ; 186 autres hectares sont des forêts appartenant en majeure partie à l'État de Genève.
L'agriculture et la viticulture, pour l'essentiel, ainsi que l'artisanat et les activités indépendantes, constituent le tissu économique de Collex-Bossy.
La commune de Collex-Bossy s'étend sur 6,89 km2. 10,2 % de cette superficie correspond à des surfaces d'habitat ou d'infrastructure, 64,4 % à des surfaces agricoles, 24,9 % à des surfaces boisées et 0,4 % à des surfaces improductives.
La commune est composée des localités de Bossy, Collex, La Bâtie, La Foretaille et La Rosière. La commune comprend également les hameaux de Collex, Bossy, Crest d'El et Vireloup. Elle est limitrophe de Versoix et Bellevue, ainsi que de la France.

### Transports
La commune est reliée au réseau des Transports publics genevois par la ligne 52 qui relie Genthod à Bossy. La commune est également reliée à Chavannes-des-Bois par la ligne 55.

## Toponymie
Parmi les plus anciennes mentions, on trouve, pour Collex, Cholay (1258), Colay (1278), et, pour Bossy, Bossie en 1236.
Pour ce qui est de l'étymologie de Collex, elle renvoie à une formation avec un nom de personne du type Colus, qui est bien attesté. Caulus se retrouve aussi dans Choulex.
Bossy, en revanche est pour l'instant inexpliqué. On pourrait y voir un nom de personne celtique, Bussus, complété du suffixe toponymique celtique -akos, devenu en latin -acum.  Bossy serait donc le domaine de Bussius. Voir aussi Bogis-Bossey, dans le canton de Vaud.

## Histoire
L'origine de Bossy remonte au haut Moyen Âge. Ce village installé sur une butte molassique s'étale le long d'une route qui menait anciennement, vers l'est, à Chavannes-de-Bogis et à Chavannes-des-Bois, et vers l'ouest à Ornex et Ferney. Une fouille archéologique, entreprise en 2014-2015, a permis d'étudier une parcelle située à proximité immédiate de l'ancienne église médiévale de Saint-Clément. Celle-ci a été rasée vers 1860 après la reconstruction de l'église de Collex (1859-1861), anciennement dédiée à Saint-Georges.
Cette fouille a permis de mettre en évidence un habitat rural du haut Moyen Âge, caractérisé par la trace de nombreux poteaux en bois, de silos céréaliers et de fonds de cabanes semi-enterrées, pour la plupart circulaires ou ovales. Des structures similaires ont été découvertes en 2008 à Mariamont, à 2 km au nord de Bossy, sur un site qui domine la Versoix d'une trentaine de mètres. Dans l'une de ces dernières cabanes, des datations au C14 ont livré une date entre 1020 et 1210. Quant au village primitif de Bossy, il a dû être occupé, d'après le matériel archéologique trouvé sur place, entre les VIe et VIIe siècles et le XIIIe siècle en tout cas.
Les fosses ont été progressivement comblées au Moyen Âge, peut-être aux XIIe et XIIIe siècles ; le cimetière voisin de l'ancienne église Saint-Clément empiète alors sur une partie de ces installations. Ce cimetière est lui-même abandonné à une date inconnue, sans doute au cours du XVIIIe siècle.
Collex-Bossy suit, jusqu'en 1815, le destin du Pays de Gex.
Anciennement baronnie souveraine, incorporé aux États de Savoie en 1353, puis brièvement annexé par les Bernois en 1536, puis les Genevois en 1589, il est rattaché à la France en 1601 par le Traité de Lyon.
En 1790, il intègre le département de l'Ain.
En 1798, après l'annexion de Genève, il intègre le département du Léman.
En vertu du traité de Paris de 1815, la commune de Collex-Bossy est cédée par la France le 10 octobre 1816 pour être unie à Genève.
Le 13 juin 1855, la commune perd ce qui devient la commune de Bellevue.

## Politique
Le conseil administratif de Collex-Bossy (pouvoir exécutif de la commune) compte trois membres : le maire de la commune et deux adjoints. Les membres sont élus pour une période de cinq ans. Le conseil municipal de Collex-Bossy (pouvoir législatif de la commune) compte 15 membres (dont un bureau avec un président, un vice-président et un secrétaire). Les conseillers municipaux sont élus pour une période de cinq ans. Le conseil municipal exerce des fonctions délibératives et consultatives mais il ne peut pas rédiger des lois.

### Membres de l’exécutif communal (législature 2025-2030)
L'exécutif de la commune, entré en fonction le 1er juin 2025, se compose de la façon suivante :
| Identité          | Étiquette | Étiquette             | Fonction (Période 2025-2026) | Dicastères                     |
| ----------------- | --------- | --------------------- | ---------------------------- | ------------------------------ |
| Ricardo Muñoz     |           | Collex-Bossy Demain   | Maire                        | Finances Territoire            |
| Sylvie Malherbe   |           | Collex-Bossy Ensemble | Conseillère administrative   | Infrastructures Sécurité       |
| Skander Chahlaoui |           | Collex-Bossy Avenir   | Conseiller administratif     | Cohésion sociale et évènements |

### Conseil municipal (législature 2025-2030)
À la suite des élections municipales du 23 mars 2025, le conseil municipal se compose de la manière suivante : 
| Parti                 | Voix | Suffrages en % | +/-  | Sièges | +/- |
| --------------------- | ---- | -------------- | ---- | ------ | --- |
| Collex-Bossy ensemble | 215  | 46,69 %        | 3,86 | 7 / 15 | 1   |
| Collex-Bossy avenir   | 131  | 29,68 %        | 1,39 | 5 / 15 | 0   |
| Le Centre (LC)        | 111  | 23,63 %        | 5,25 | 3 / 15 | 1   |

### Liste des maires
| Période                                  | Période          | Identité         | Étiquette | Étiquette           | Qualité                                                                  |
| ---------------------------------------- | ---------------- | ---------------- | --------- | ------------------- | ------------------------------------------------------------------------ |
| Les données manquantes sont à compléter. |                  |                  |           |                     |                                                                          |
| 1er juin 1975                            | 31 mai 1987      | Jean-Claude Faes |           | PRD                 | Député au Grand Conseil du canton de Genève de juin 1982 à novembre 1985 |
| 1er juin 1987                            | 31 mai 2003      | Albert Marechal  |           | PDC                 | Député au Grand Conseil du canton de Genève de 1985 à 1993               |
| 1er juin 2003                            | 31 mai 2007      | Alex Pfeiffer    |           | PDC                 |                                                                          |
| 1er juin 2007                            | 31 mai 2015      | Elisabeth Fatton |           | PLR                 | Adjointe au maire jusqu'en 2011                                          |
| 1er juin 2015                            | 22 novembre 2018 | Arnaud Ythier    |           | PLR                 |                                                                          |
| 28 janvier 2019                          | 31 mai 2025      | Ricardo Muñoz    |           | Collex-Bossy demain | Adjoint au maire de 2018 à 2019                                          |

## Population

### Gentilés
Les habitants de la localité de Bossy se nomment les Bossiotes.
Ceux de la localité de Collex se nomment les Collésiens.

### Démographie

#### Évolution de la population
La commune compte 1 685 habitants au 31 décembre 2023 pour une densité de population de 245 hab/km2. Sur la période 2010-2023, sa population a augmenté de 2,9 % (canton : 14,6 % ; Suisse : 9,4 %).  

#### Pyramide des âges
En 2023, le taux de personnes de moins de 30 ans s'élève à 34,8 %, au-dessus de la valeur cantonale (33,7 %). Le taux de personnes de plus de 60 ans est quant à lui de 23,6 %, alors qu'il est de 22,2 % au niveau cantonal.
La même année, la commune compte 839 hommes pour 846 femmes, soit un taux de 49,8 % d'hommes, supérieur à celui du canton (48,3 %).
| Hommes | Classe d’âge | Femmes |
| ------ | ------------ | ------ |
| 0,8    | 90 ans ou +  | 1,1    |
| 6,8    | 75 à 89 ans  | 8,6    |
| 14,9   | 60 à 74 ans  | 14,9   |
| 24,9   | 45 à 59 ans  | 27,7   |
| 14,4   | 30 à 44 ans  | 16,3   |
| 18,0   | 15 à 29 ans  | 15,7   |
| 20,1   | - de 14 ans  | 15,7   |

| Hommes | Classe d’âge | Femmes |
| ------ | ------------ | ------ |
| 0,7    | 90 ans ou +  | 1,5    |
| 6,5    | 75 à 89 ans  | 8,8    |
| 13,0   | 60 à 74 ans  | 13,8   |
| 21,7   | 45 à 59 ans  | 21,5   |
| 22,9   | 30 à 44 ans  | 22,4   |
| 18,6   | 15 à 29 ans  | 17,2   |
| 16,7   | - de 14 ans  | 14,8   |

### Sports et activités

#### Manège de Mâchefer
Créé il y a 30 ans entre la campagne de Collex-Bossy et les bois de Versoix, ce manège occupe une ferme du XVIIIe siècle.

#### FC Collex-Bossy
Le FC Collex-Bossy a été fondé en 1962. Le club utilise les infrastructures du stade Marc Burdet. À son palmarès le club compte 5 titres de champion genevois de 2e ligue ainsi qu'une montée en 1re ligue (de 1989 à 1992) et également plusieurs coupes genevoises.
En 2011, la première équipe remporte le championnat genevois lui permettant d'accéder au championnat de 2e ligue interrégionale.

## Armoiries
| Blason de Collex-Bossy | Blason  | De gueules au guerrier casqué et cuirassé d'argent, couronné de trois plumes d'or, brandissant dans la dextre un épée de même en fasce, sur un cheval galopant d'argent, harnaché de sable et couronné de trois plumes d'autruche d'or. |
| Blason de Collex-Bossy | Détails | Ces armes ont été adoptées en 1924. Ce sont celles de la famille noble Champion, éteinte au XVIIe siècle. Cette famille a possédé de 1369 à 1641 le fief de la Bâtie-Beauregard, ou Bâtie-Champion. Les ruines du château de la Bâtie se trouvent au bord de la Versoix, non loin de Bossy. Les armoiries de la commune sont adoptées et approuvées par le canton de Genève en 1924. |